# Eupithecia cabria
Eupithecia cabria là một loài bướm đêm trong họ Geometridae.